# El Paso (Texas)
El Paso é uma cidade localizada no estado norte-americano do Texas, no condado de El Paso, do qual é sede. Foi incorporada em 1873.
Com quase 679 mil habitantes, de acordo com o censo nacional de 2020, é a sexta cidade mais populosa do estado e a 23ª mais populosa do país.
El Paso alberga a Universidade do Texas, fundada em 1914, tal como o campus de ciências da saúde da Universidade Tecnológica do Texas. Nesta cidade encontra-se ainda uma importante base militar chamada Fort Bliss, instalação militar do Exército dos Estados Unidos situada a nordeste da cidade e que se estende para norte até White Sands Missile Range. As Montanhas Franklin localizam-se na zona de El Paso, estendendo-se desde o norte, dividindo claramente a cidade em duas secções.
A cidade de El Paso é servida pelo Aeroporto Internacional de El Paso, uma estação ferroviária, e está ligada pelas estradas interestatais I-10, U.S. 54, U.S. 180, U.S. 85 e U.S. 62.

## Atentado
Ver: Tiroteio em El Paso de 2019
Em 03 de agosto de 2019, um homem, identificado como Patrick Crusius, de 24 anos, abriu fogo contra uma multidão em um supermercado do Walmart em El Paso. O ataque matou 22 pessoas e outras 26 pessoas ficaram feridos.

## Geografia
De acordo com o Departamento do Censo dos Estados Unidos, a cidade tem uma área de 671,4 km², dos quais 669,3 km² estão cobertos por terra e 2,1 km² (0,3%) por água.
El Paso fica à latitude 31° 47' 25" N, longitude 106° 25' 24" W, e a uma altitude de 1 140 m. O rústico e vermelho Pico Franklin Norte nas Montanhas Franklin eleva-se a 2 192 m, e é o ponto mais alto dentro da cidade, podendo ser visto dentro de um raio de 100 km em redor.

### Clima
| Mês                           | Jan   | Fev   | Mar  | Abr  | Mai  | Jun   | Jul   | Ago   | Set   | Out   | Nov  | Dez   | Ano    |
| ----------------------------- | ----- | ----- | ---- | ---- | ---- | ----- | ----- | ----- | ----- | ----- | ---- | ----- | ------ |
| Temperatura média mínima (°C) | 0     | 1     | 5    | 9    | 14   | 18    | 21    | 20    | 16    | 10    | 3    | 0     | 10     |
| Temperatura média máxima (°C) | 13    | 17    | 21   | 26   | 30   | 35    | 35    | 33    | 31    | 26    | 18   | 14    | 25     |
| Precipitação (mm)             | 10,16 | 10,16 | 7,62 | 5,08 | 7,62 | 17,78 | 40,64 | 38,10 | 35,56 | 17,78 | 7,62 | 15,24 | 218,44 |
| Fonte: Weather.com            |       |       |      |      |      |       |       |       |       |       |      |       |        |

## Demografia
Desde 1900, o crescimento populacional médio, a cada dez anos, é de 43,0%.

### Censo 2020
De acordo com o censo nacional de 2020, a sua população é de 678 815 habitantes e sua densidade populacional é de 1 014,2 hab/km². Seu crescimento populacional na última década foi de 4,6%, bem abaixo do crescimento estadual de 15,9%. É a sexta cidade mais populosa do Texas e a 23ª mais populosa dos Estados Unidos, perdendo quatro posições em relação ao censo anterior.
Possui 261 229 residências que resulta em uma densidade de 390,3 residências/km² e um aumento de 14,8% em relação ao censo anterior. Deste total, 6,7% das unidades habitacionais estão desocupadas. A média de ocupação é de 2,8 pessoas por residência.

### Censo 2010
Segundo o censo nacional de 2010, a sua população era de 649 121 habitantes, com uma densidade demográfica de 966,7 hab/km². Era a 19ª cidade mais populosa dos Estados Unidos. El Paso está localizada próximo à fronteira americana com o México. 76% de sua população são hispânicos.

## Marcos históricos
O Registro Nacional de Lugares Históricos lista 50 marcos históricos em El Paso. O primeiro marco foi designado em 31 de março de 1971 e os mais recentes em 25 de março de 2019. Existe apenas um Marco Histórico Nacional na cidade, o Hueco Tanks, designado em 13 de janeiro de 2021.